# 米田富太郎
米田 富太郎（よねだ とみたろう、1942年 - ）は、日本の法学者。専門は国際法・航空法・宇宙法。中央学院大学社会システム研究所客員教授。慶應義塾大学大学院法学研究科公法学専攻博士課程修了。

## 著作

### 論文
- 「文明の転換期における国際法的事象の解読」（『比較文明』No.7、1991年）
- 「国際協力のための法制度」（『SPACE』No.2 Vol.6、1991年）
- 金斗煥共著「人工衛星破片に起因する損害賠償責任」（『韓国航空宇宙法学会誌』No.7、1995年8月）
- 「第2章省察：国際法学とは何か」（龍澤邦彦監修『国際関係法』（丸善プラネット、1996年）
- 「宇宙活動の商業政策化批判、特に方法論として」（『韓国航空宇宙法学会誌』No.8、1996年8月）
- 「宇宙開発・利用秩序問題の簡潔なる宇宙法学的基礎理解」（『CSP Japan』、1997年3月）
- “Military and/or Scientific Activity in Space Law System”,The Korean Journal of Air and Space Law, 11, 1999.2
- 「オートノミー模索の時代」（『原典宇宙法』、丸善プラネット、1999年）
- “High-Technology Dilemma for National Defense and the Future of Air Force”, Proceeding of the 9th International Aero Space Symposium 2000,
- 「試論　ハイテク化された軍隊の宇宙における活動と国際武力紛争法規」（『法と行政』No.10 Vol.2、2000年1月）
- 「書評　龍澤邦彦『宇宙法システム』」（『防衛学研究』No26、2001年6月）
- 「日本における“定住外国人”の公務就任権問題に関する国際」（『法と行政』7-2-379）
- 「国際連合憲章第2条4項の“戦争から武力”への「拡張」が提起する問題」（『社会システム研究所紀要』No.3、2003年、pp.229-244）
- 「国民国家の軍隊の技術追究と現代技術の逆説性」（『社会システム研究所紀要』No.1 Vol.1、2003年）
- 「「現代国家」における地方自治体の「自治」に関する「思考の更新」」（『社会システム研究所紀要』No.6 Vol.2、2005年）
- 「自治体と国際環境保護条約義務の履行」（『社会システム研究所紀要』No.5 Vol.2、2005年）
- 「「宇宙条約」改定についてのJiridico-Politicalな検討」（藤田勝利、工藤聡一編『航空宇宙法の新展開』（八千代出版、2005年）
- （佐藤寛との共著）『川と地域再生: 利根川と最上川流域の町の再生』（丸善プラネット、2007年）